# Сант-Анджело-ин-Понтано
Сант-Анджело-ин-Понтано (итал. Sant'Angelo in Pontano) — коммуна в Италии, расположена в области Марке, подчиняется административному центру Мачерата.
Население коммуны, на 01.01.2024 года, составляет 1263 человека, плотность населения — 46,32 чел./км². Коммуна занимает площадь 27 км². 
Почтовый индекс — 62020. Телефонный код — 0733.
Покровителем населённого пункта почитается святой Николай Толентинский.

## Демография
Динамика населения:

## Администрация коммуны
- Официальный сайт: https://web.archive.org/web/20060829030512/http://www.santangelo.sinp.net/